# Castelnuovo Rangone
Castelnuovo Rangone é uma comuna italiana da região da Emília-Romanha, província de Modena, com cerca de 12.001 habitantes. Estende-se por uma área de 22 km², tendo uma densidade populacional de 546 hab/km². Faz fronteira com Castelvetro di Modena, Formigine, Modena, Spilamberto.

## Demografia
| Variação demográfica do município entre 1861 e 2011                               |
|                                                                                   |
| Fonte: Istituto Nazionale di Statistica (ISTAT) - Elaboração gráfica da Wikipedia |